# Europese kampioenschappen jachtgeweer 1959
De Europese kampioenschappen jachtgeweer 1959 waren door het Europees comité van de Union Internationale de Tir (UIT) georganiseerde kampioenschappen voor schutters in het kleiduifschieten. De vijfde editie van de Europese kampioenschappen vond plaats in het Italiaanse Turijn.

## Resultaten

### Trap
| Onderdeel   | Goud                                                              | Zilver                                                            | Brons                                                 |
| ----------- | ----------------------------------------------------------------- | ----------------------------------------------------------------- | ----------------------------------------------------- |
| Heren       |                                                                   |                                                                   |                                                       |
| Individueel | Joseph Wheater                                                    | Galliano Rossini                                                  | Ernest Fear                                           |
| Team        | Galliano Rossini Silvano Canonico Alessandro Ciceri Franco Piatti | Sergej Kalinin Nikolai Mogilewski Juri Nikandrov Valentin Stjepin | Joseph Wheater Edward Fear Victor Huthart Glenn Jones |
| Dames       |                                                                   |                                                                   |                                                       |
| Individueel | Olga Tzavara                                                      | Botta                                                             |                                                       |

### Skeet
| Onderdeel   | Goud                                                     | Zilver                                                     | Brons                                                              |
| ----------- | -------------------------------------------------------- | ---------------------------------------------------------- | ------------------------------------------------------------------ |
| Heren       |                                                          |                                                            |                                                                    |
| Individueel | Nikolai Durnev                                           | Arne Ewertsson                                             | Claes Alwen                                                        |
| Team        | Nikolai Durnev Arkadi Kaplun Wassili Antonov Oleg Lossev | Arne Ewertsson Claes Alwen Harald Grennard Adolf Hellström | Jacques Arnavielhe Henri Boucher Lucien Dutourleau Claude Foussier |
| Dames       |                                                          |                                                            |                                                                    |
| Individueel | Lucette Derosier                                         | Agnete Lexow                                               | Spozio                                                             |

1955 · 1956 · 1957 · 1958 · 1959 · 1960 · 1961 · 1962 · 1963 · 1964 · 1965 · 1966 · 1967 · 1968 · 1969 · 1970 · 1971 · 1972 · 1973 · 1974 · 1975 · 1976 · 1977 · 1978 · 1979 · 1980 · 1981 · 1982 · 1983 · 1984 · 1985 · 1986 · 1987 · 1988 · 1989 · 1990 · 1991 · 1992 · 1993 · 1994 · 1995 · 1996 · 1997 · 1998 · 1999 · 2000 · 2001 · 2002 · 2003 · 2004 · 2005 · 2006 · 2007 · 2008 · 2009 · 2010 · 2011 · 2012 · 2013 · 2014 · 2015 · 2016 · 2017 · 2018 · 2019 · 2020 · 2021 · 2022 · 2023 · 2024 ·